# Nihal Naj Ali Al-Awlaqi
Nihal Naj Ali Al-Awlaqi est, depuis janvier 2016, la ministre des Affaires juridiques du Yémen. Auparavant, elle faisait partie du comité de rédaction de la Constitution, veillant à la défense des droits des femmes, dans celle-ci.
Elle a également participé, en tant que conseiller juridique, au centre pour la formation des femmes à l'université d'Aden (en) et est l'une des représentantes des femmes à la Conférence pour le dialogue national (en). Elle travaille pour la paix, les droits de l'homme, ceux des femmes et un avenir plus démocratique pour son pays.
Elle reçoit, le 29 mars 2016, de John Kerry, secrétaire d'État des États-Unis, le Prix international de la femme de courage,.